# 达媓
《达媓》是流传于广西平果、马山、都安等县的一则民间故事。这个故事借“达媓节”这个习俗，以及传说中在这一天不见鸟雀这个异常现象，反映土司制度的残暴。
故事里说，古时候有个名叫达媓的姑娘，生得漂亮伶俐，善于织锦。土司想要娶她做小老婆，她始终不从。土司发誓若娶不到手，就把她害死。那年天大旱，土司杀蚂蜗祭雷公求雨，指派达媓作陪祭。按习俗，要做三天三夜斋醛，由童男童女来持斋拜求，持斋人在这只天内不得进食，以示诚心。土司和达媓讲定:要达媓三天只夜不吃东西，连一滴水也不能喝，如果办得到，万事皆休；办不到，就要破肚示众；若要免死，除非答应嫁给他。达媓只得应承，她立志坚持三天三夜不吃喝，天天在祭桌前跪拜求雨。
到了第三天晚上，土司眼看自己的希望就要破灭，于是又施出一条毒计：叫人悄悄到祭桌前偷走一碗糯米饭。次日天一亮，土司亲自来检查祭物，诬说丢失的一碗糯米饭是达媓偷吃的，并且不由分辩就把她绑了起来，逼她承认。同时又派人暗中逼婚，达媓依然不从。土司于七月二十把达媓杀害，将肚肠剖开一看，里面却是空空的，半颗饭粒也没有。众人知道达媓受了冤屈，非常可怜，都失声痛哭起来。忽然，狂风骤雨，天昏地暗，达媓的尸首也无踪影了。